# Elda Pértile
Elda Aída Pértile (n. Resistencia, 3 de junio de 1953) es una política y contadora pública argentina, que se desempeñó como Intendenta de Resistencia, entre 1991 y 1995, por el partido Acción Chaqueña. Se desempeñó como Diputada Nacional por la provincia del Chaco entre el 2017 y el 2019, por el Frente Chaco Merece Más.

## Trayectoria
Su padre fue el pintor, de origen italiano, Alfredo Santiago Pértile. Se recibió de Contadora Pública Nacional en la Universidad Nacional del Nordeste en 1975, donde más tarde se desempeñaría como docente.
Comenzó su carrera política en el partido del exmilitar José Ruiz Palacios, Acción Chaqueña, que la postuló a su primer cargo electivo, el de Concejala de Resistencia, banca que ocupó entre 1989 y 1991. Ese último año fue elegida Intendenta de Resistencia, sucediendo a Ruiz Palacios. En ese entonces, el cargo constitucionalmente era de solo dos años, por lo que se postuló nuevamente en 1993, reelecta así hasta 1995. La reforma constitucional provincial de 1994 extendió aquel cargo a cuatro años.
Posteriormente, se adhirió al Partido Justicialista, siendo candidata a vicegobernadora de Jorge Capitanich para las elecciones de 1999, donde, sin embargo, la fórmula no resultó elegida. Con la posterior elección de Capitanich como gobernador, ocupó cargos en la gestión de este, como el de Secretaria General de la Gobernación. Entre 2009 y 2017 se desempeñó como Diputada provincial, adhiriendo a las gestiones de Capitanich y Domingo Peppo. En 2017 fue elegida Diputada Nacional, e integra la bancada del Frente de Todos.